# Molitorosa
Molitorosa is een geslacht van spinnen uit de familie wolfspinnen (Lycosidae).

## Soorten
De volgende soorten zijn bij het geslacht ingedeeld:
- Molitorosa molitor (Bertkau, 1880)